# Grecia en los Juegos Europeos
Grecia en los Juegos Europeos está representada por el Comité Olímpico Helénico, miembro de los Comités Olímpicos Europeos. Ha obtenido un total de 35 medallas: 6 de oro, 11 de plata y 18 de bronce.

## Medalleros

### Por edición
| Evento        | Oro | Plata | Bronce | Total |
| ------------- | --- | ----- | ------ | ----- |
| Bakú 2015     | 1   | 4     | 4      | 9     |
| Minsk 2019    | 3   | 2     | 4      | 9     |
| Cracovia 2023 | 2   | 5     | 10     | 17    |
| TOTAL         | 6   | 11    | 18     | 35    |

### Por deporte
| Evento                | Oro | Plata | Bronce | Total |
| --------------------- | --- | ----- | ------ | ----- |
| Atletismo             | 1   | 1     | 2      | 4     |
| Ciclismo              | 2   | 0     | 0      | 2     |
| Esgrima               | 0   | 0     | 1      | 1     |
| Gimnasia              | 1   | 1     | 0      | 2     |
| Judo                  | 0   | 0     | 2      | 2     |
| Karate                | 0   | 3     | 3      | 6     |
| Kickboxing            | 0   | 1     | 1      | 2     |
| Muay thai             | 0   | 0     | 1      | 1     |
| Natación              | 0   | 1     | 1      | 2     |
| Natación sincronizada | 0   | 0     | 1      | 1     |
| Sambo                 | 0   | 1     | 0      | 1     |
| Taekwondo             | 0   | 0     | 3      | 3     |
| Tiro                  | 2   | 3     | 1      | 6     |
| Waterpolo             | 0   | 0     | 2      | 2     |
| TOTAL                 | 6   | 11    | 18     | 35    |